# Jacopo Marmitta
Jacopo Marmitta (Parma, 25 ottobre 1504 – Roma, 28 dicembre 1561) è stato un poeta e religioso italiano; fu segretario del cardinale Giovanni Ricci di Montepulciano.

## Biografia
Il papa Pio IV lo ascrisse al Collegio dei Cavalieri Partecipanti (o Cavalieri Pii), istituito da lui nel 1560. Jacopo Marmitta divenne figlio spirituale di San Filippo Neri, tra le cui braccia spirò nel 1561.

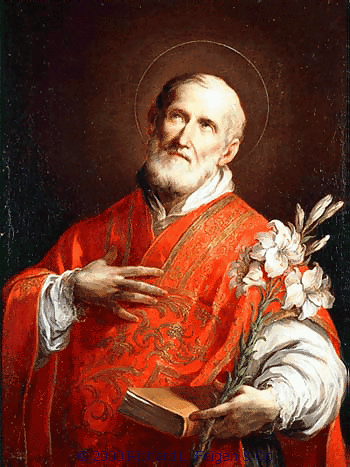
San Filippo Neri

Scrisse le Rime, che furono stampate a Parma nel 1564 da Set Viotti, stampatore ducale a Parma, a cura di suo figlio adottivo Lodovico Spaggi Marmitta e una Lettera inedita.
La figura di Marmitta è citata anche in Il convito, overo del peso della moglie, opera letteraria del 1556 del poeta e medico Giovanni Battista Modio.